# الباردو دادیگ
الباردو دادیگ (به ایتالیایی: Albaredo d'Adige) یک سکونتگاه مسکونی در ایتالیا است که در استان ورونا واقع شده‌است.

## خصوصیات
الباردو دادیگ ۲۸٫۲ کیلومترمربع مساحت و ۵٬۱۳۸ نفر جمعیت دارد و ۲۴ متر بالاتر از سطح دریا واقع شده‌است.